# Alejandro Limia
Oscar Alejandro Limia (Avellaneda, 18 luglio 1975) è un ex calciatore argentino, di ruolo portiere.

## Carriera

### Club
Iniziò la sua carriera professionistica nel 1997 con il Lanús, ma in Argentina ha militato principalmente nell'Arsenal de Sarandí (con cui si è ritirato nel 2015), oltre ad aver vestito le maglie di Huracán e Unión de Santa Fe. Vanta inoltre esperienze in Spagna (Badajoz e Cadice) e Colombia (América de Cali).

## Palmarès
Copa Argentina: 1 
Arsenal Sarandí: 2012-2013